# Liste der Kreisstraßen im Landkreis Trier-Saarburg
Die Liste der Kreisstraßen im Landkreis Trier-Saarburg ist eine Auflistung der Kreisstraßen im rheinland-pfälzischen Landkreis Trier-Saarburg.

## Abkürzungen
- K: Kreisstraße
- L: Landesstraße

## Liste
Die Kreisstraßen behalten die ihnen zugewiesene Nummer in der Regel nicht bei einem Wechsel in einen anderen Landkreis oder in eine kreisfreie Stadt. Nicht vorhandene bzw. nicht nachgewiesene Kreisstraßen werden in Kursivdruck gekennzeichnet, ebenso Straßen und Straßenabschnitte, die unabhängig vom Grund (Herabstufung zu einer Gemeindestraße oder Höherstufung) keine Kreisstraßen mehr sind.
Der Straßenverlauf wird in der Regel von Nord nach Süd und von West nach Ost angegeben.
| Nr.   | Verlauf |
| ----- | --- |
| K 1   | (K 30 im Eifelkreis Bitburg-Prüm) – Kreisgrenze – Welschbillig – K 18 – – K 20 – Windmühle – L 42 – Olk – K 8 – Kersch – Kerscherbach – Udelfangen – K 7 – Trierweiler – L 43 – K 5 – Fusenich – K 4 – K 2 – in Igel |
| K 2   | in Mesenich – K 3 – Liersberg – K 1 |
| K 3   | – K 2 |
| K 4   | – Metzdorf – L 43 – Fusenich – K 1 – Kreisgrenze – (K 2 in Trier) |
| K 5   | K 1 – Kreisgrenze – (K 3 in Trier) |
| K 6   | L 43 in Trierweiler – Sirzenich – K 10 – |
| K 7   | K 8 in Wintersdorf – Udelfangen – K 1 – L 43 |
| K 8   | in Wintersdorf – Kersch – K 1 – in Hohensonne |
| K 9   | in Schwarzkreuz – Kunkelborn – Merteshof – Schäferei – L 42 in Mahlendorf |
| K 10  | K 6 in Sirzenich – Sirzenich Ort |
| K 12  | L 149 in Waldrach – K 57 in Korlingen |
| K 14  | (K 25 im Eifelkreis Bitburg-Prüm) – Kreisgrenze – L 40/ in Helenenberg |
| K 16  | (K 30 im Eifelkreis Bitburg-Prüm) – Kreisgrenze – (Abzweig zur K 27 im Eifelkreis Bitburg-Prüm) – Ittel – K 17 – K 18 in Hofweiler                                                                                   |
| K 17  | Kyll an der Kyll – K 16 |
| K 18  | K 1 in Welschbillig – K 19 – K 16 in Hofweiler |
| K 19  | K 18 – |
| K 20  | K 1 in Welschbillig – Träg – K 21 in Möhn |
| K 21  | – Möhn – K 20 – |
| K 22  | L 42 in Newel – Kimmlingen – L 43 in Kordel |
| K 23  | L 42 in Newel – L 43 |
| K 24  | L 43 – K 27 – K 25 – Kreisgrenze – (K 5 in Trier) |
| K 25  | K 24 – Kreisgrenze – (K 5 in Trier) |
| K 26  | L 43 – K 27 – Lorich |
| K 27  | K 24 – K 26 |
| K 28  | in Kordel – Burg Ramstein |
| K 29  | L 43 in Kordel – Hochmark |
| K 33  | (K 39 im Eifelkreis Bitburg-Prüm) – Kreisgrenze – L 43 in Zemmer |
| K 34  | L 43 in Schleidweiler – Rodt – L 46 |
| K 35  | L 47 – Issel – |
| K 36  | L 46 – Kreisgrenze – (K 38 im Landkreis Bernkastel-Wittlich) – Kreisgrenze – Naurath (Eifel) – K 37 – Kreisgrenze – (K 39 im Landkreis Bernkastel-Wittlich)                                                          |
| K 37  | (K 67 im Landkreis Bernkastel-Wittlich) – Kreisgrenze – K 36 in Naurath (Eifel) |
| K 38  | (K 68 im Landkreis Bernkastel-Wittlich) – Kreisgrenze – L 47 in Föhren |
| K 39  | L 47 – Schweich – |
| K 40  | (K 47 im Landkreis Bernkastel-Wittlich) – Kreisgrenze – Klüsserath – K 41 – |
| K 41  | (K 49 im Landkreis Bernkastel-Wittlich) – Kreisgrenze – Klüsserath – K 40 |
| K 42  | (K 48 im Landkreis Bernkastel-Wittlich) – Kreisgrenze – ohne Abzweig einer klassifizierten Straße – Kreisgrenze – (K 48 im Landkreis Bernkastel-Wittlich)                                                            |
| K 43  | K 45 – Lampaden – K 44 – Kimmlerhof – L 143 |
| K 44  | K 45 in Obersehr – K 55 – Lampaden – K 43 – K 143 – Hentern – K 144 – K 145 – Bahnhof Zerf |
| K 45  | – K 47 – K 43 – Obersehr – K 44 – Ollmuth – K 46 – L 143 in Pluwiger Hammer |
| K 46  | L 139 – K 45 in Ollmuth |
| K 47  | K 45 – K 54 – K 143 – Hentern – K 144 – Baldringen – K 145 – in Niederzerf |
| K 49  | (K 7 in Trier) – Kreisgrenze – L 139 in Franzenheim |
| K 51  | (K 10 in Trier) – Kreisgrenze – Hockweiler – L 143 |
| K 53  | Geizenburg – L 143 in Pluwiger Hammer |
| K 54  | in Steinbachweier – K 47 – Paschel – K 47 |
| K 55  | K 44 – Geisemerich |
| K 56  | L 143 – Schöndorf – L 146 – Bonerath – L 146 in Holzerath |
| K 57  | (K 16 in Trier) – Kreisgrenze – Korlingen – K 58 – K 12 – Gutweiler – Gusterath-Tal – K 64 – K 63 – Gusterath – K 61 – K 62 – L 143 in Pluwig                                                                        |
| K 58  | K 57 in Korlingen – Korlingen Zentrum |
| K 61  | L 143 – K 57 in Gusterath |
| K 62  | K 57 – K 63 – Lonzenburg – Neuhof |
| K 63  | K 57 – K 62 – L 143 in Pluwiger Hammer |
| K 64  | K 57 in Gutweiler – Sommerau – K 57 |
| K 65  | L 149 in Waldrach – Morscheid – K 66 in Riveris |
| K 66  | L 149 – K 65 in Riveris |
| K 67  | L 149/L 151 – Osburg |
| K 68  | in Niederzerf – Frommersbach – Mandern – K 70 – K 71 – Waldweiler – K 72 – |
| K 69  | – Landesgrenze – (L 368 im Saarland) |
| K 70  | K 68 in Mandern – |
| K 71  | L 143 in Schillingen – Niederkell – K 72 – K 68 |
| K 72  | K 71 in Niederkell – Waldweiler – K 68 – |
| K 75  | L 146 – in Kell am See |
| K 76  | – L 147 in Grimburg |
| K 77  | (K 15 in Trier) – Kreisgrenze – Mertesdorf – K 78 – K 140 – L 151 – L 150 in Fell |
| K 78  | L 149 – K 77 in Mertesdorf |
| K 79  | L 145 in Kenn – Kenn |
| K 80  | – L 145 in Longuich |
| K 82  | L 150 in Fell – K 83 – Thomm – L 149 |
| K 83  | K 82 – L 149/L 151 |
| K 84  | L 149 – Farschweiler – L 151 |
| K 85  | in Mehring – L 150 – Neu-Mehring – K 87 – L 149 – L 148 |
| K 86  | L 48 in Thörnich – Detzem – Leiwen – L 48 – L 148 |
| K 87  | K 85 – K 89 – Unternaurath – L 148 |
| K 89  | K 87 – Naurath (Wald) |
| K 91  | (K 76 im Landkreis Bernkastel-Wittlich) – Kreisgrenze – ohne Abzweig einer klassifizierten Straße – Kreisgrenze – (K 76 im Landkreis Bernkastel-Wittlich)                                                            |
| K 94  | Prosterath – L 152 in Beuren (Hochwald) |
| K 95  | L 151 – K 96 – Bahnhof Pölert – K 97 – Rascheid – L 152 |
| K 96  | L 148 – Hinzert – Pölert – K 95 |
| K 97  | K 95 – K 98 – |
| K 98  | L 152 – Geisfeld – K 97 |
| K 99  | – Abtei – |
| K 100 | – Damflos – L 166 |
| K 101 | L 165 – L 166 in Züsch |
| K 102 | L 165 – L 166 in Neuhütten |
| K 103 | L 165 – Muhl |
| K 108 | in Nittel – K 125 – Köllig – K 124 – in Rehlingen |
| K 109 | K 128 – Hamm |
| K 110 | L 136 in Tawern – Onsdorf – L 135 – K 124 – Söst – Wincheringen – L 134 – K 115 – – Wehr – |
| K 111 | L 135 in Kümmern – K 124 – L 134 – Bilzingen – K 115 – Helfant – K 116 – K 112 – Rohlingen – K 114 – in Palzem |
| K 112 | K 111 – Esingen – K 115 – K 116 – L 132 – Rommelfangen – L 134 – Körrig – K 123 – K 124 – K 126 – L 135 – Tawern – L 136 – Könen – L 138                                                                             |
| K 114 | K 111 – K 115 in Dilmar |
| K 115 | K 110 – Helfant – K 111 – nicht befahrbare Strecke – K 112 – Dilmar – K 114 – L 132 |
| K 116 | K 111 – K 112 |
| K 117 | L 132 in Dittlingen – K 118 – L 133 – Landesgrenze – (L 386 im Saarland) |
| K 118 | K 117 – L 133 in Kirf |
| K 119 | in Trassem – L 133 in Kollesleuken |
| K 120 | L 132 in Merzkirchen – Kelsen – K 122 – |
| K 121 | L 132 – Portz – K 122 – in Trassem |
| K 122 | K 121 – K 120 in Kelsen |
| K 123 | K 112 in Körrig – L 132 |
| K 124 | K 108 in Köllig – K 125 – K 110 – K 111 – Fisch – K 126 – K 112 – L 132 in Kahren |
| K 125 | K 108 – K 124 |
| K 126 | K 124 in Fisch – K 112 |
| K 127 | L 131 – Kastel |
| K 128 | – K 109 – L 133 in Taben-Rodt |
| K 129 | L 135 in Saarburg – Krutweiler – Staadt |
| K 130 | L 138 – Saarbrücke Wiltingen – K 147 – K 131 – Saarkanal – Biebelhausen – L 132 in Saarburg |
| K 131 | in Ayl – K 130 in Biebelhausen |
| K 132 | – L 137 in Wawern |
| K 133 | L 138 in Konz – L 137 |
| K 134 | L 138 in Konz – Karthaus – |
| K 135 | (K 6 in Trier) – Kreisgrenze – L 138 in Niedermennig |
| K 136 | L 138 – Kommlingen – L 138 in Oberemmel |
| K 137 | L 138 in Ockfen – in Irsch |
| K 138 | K 139 in Serrig – Weinbaudomäne Serrig |
| K 139 | in Serrig – K 138 – – Greimerath – |
| K 140 | K 77 – Kasel |
| K 141 | – Oberzerf – |
| K 143 | K 47 – Schömerich – K 44 |
| K 144 | K 47 in Hentern – K 44 |
| K 145 | – Baldringen – K 47 – K 44 in Hentern |
| K 147 | L 137 in Kanzem – K 130 |
| K 148 | Hamm – L 137 |
| K 149 | – Vierherrenborn – |
| K 150 | L 148 – K 151 – L 155 in Papiermühle |
| K 151 | Im Dhrönchen – K 150 |